# Isola Zub
L'isola Zub (in russo Остров Зуб, ostrov Zub), che in italiano significa isola dente, è un'isoletta russa che fa parte dell'arcipelago della Terra di Francesco Giuseppe, nell'Oceano Artico. Amministrativamente fa parte dell'oblast' di Arcangelo.
L'isola è stata così chiamata per la sua caratteristica forma.

## Geografia
L'isola Zub si trova nella parte centro-meridionale dell'arcipelago, è a soli 50 metri da capo Beresford, la punta ovest dell'isola di Bliss, e a 400 m di distanza dalla parte meridionale dell'isola di Pritchet. Ha una forma allungata che misura circa 400 m e una piccola baia sulla punta sud-est.